# Jelena Jurjevna Gagarinová
Jelena Jurjevna Gagarinová (rusky Елена Юрьевна Гагарина; * 17. dubna 1959 Zapoljarnyj) je od roku 2001 generální ředitelka muzea „Moskevský Kreml“. Je dcerou Jurije Gagarina, prvního kosmonauta světa.

## Život
Jelena Jurjevna Gagarinová je starší dcera Jurije Gagarina a Valentiny Gagarinové. Narodila se v době služby svého otce u námořního letectva v Luostari-Novoje u Murmanska. Poté, co byl Gagarin vybrán mezi kosmonauty, přestěhovala se na jaře 1960 rodina do Moskvy, v létě téhož roku do Hvězdného městečka. Zde žili i po Gagarinově smrti (1968).
Roku 1981 absolvovala Historickou fakultu Moskevské státní univerzity, obor dějiny umění a začala pracovat v Puškinově státním muzeu výtvarného umění. Od dubna 2001 je generální ředitelkou muzea „Moskevský Kreml“ (plný název Státní historicko-kulturní muzeum-rezervace „Moskevský Kreml“, rusky Государственный историко-культурный музей-заповедник „Московский Кремль“).
V březnu 2005 byla ruskou vládou jmenována členem Komise Ruské federace pro záležitosti UNESCO, v srpnu 2009 byla ve funkci potvrzena.
Je kandidátkou věd a čestnou členkou Ruské akademie umění.

## Řády a vyznamenání
- Řád družby (29. prosince 2010) – za zásluhy v rozvoji národní kultury a umění, mnohaletou plodnou činnost[5]
- Zasloužilý pracovník kultury Ruské federace (4. března 2004) – za zásluhy v oblasti kultury a mnohaletou plodnou práci[6]
- Cena „Zlatý most“ (italská, 2010) – za přínos k rozvoji italsko-ruských vztahů[7]